# Lista das grandes cidades de maior altitude do mundo

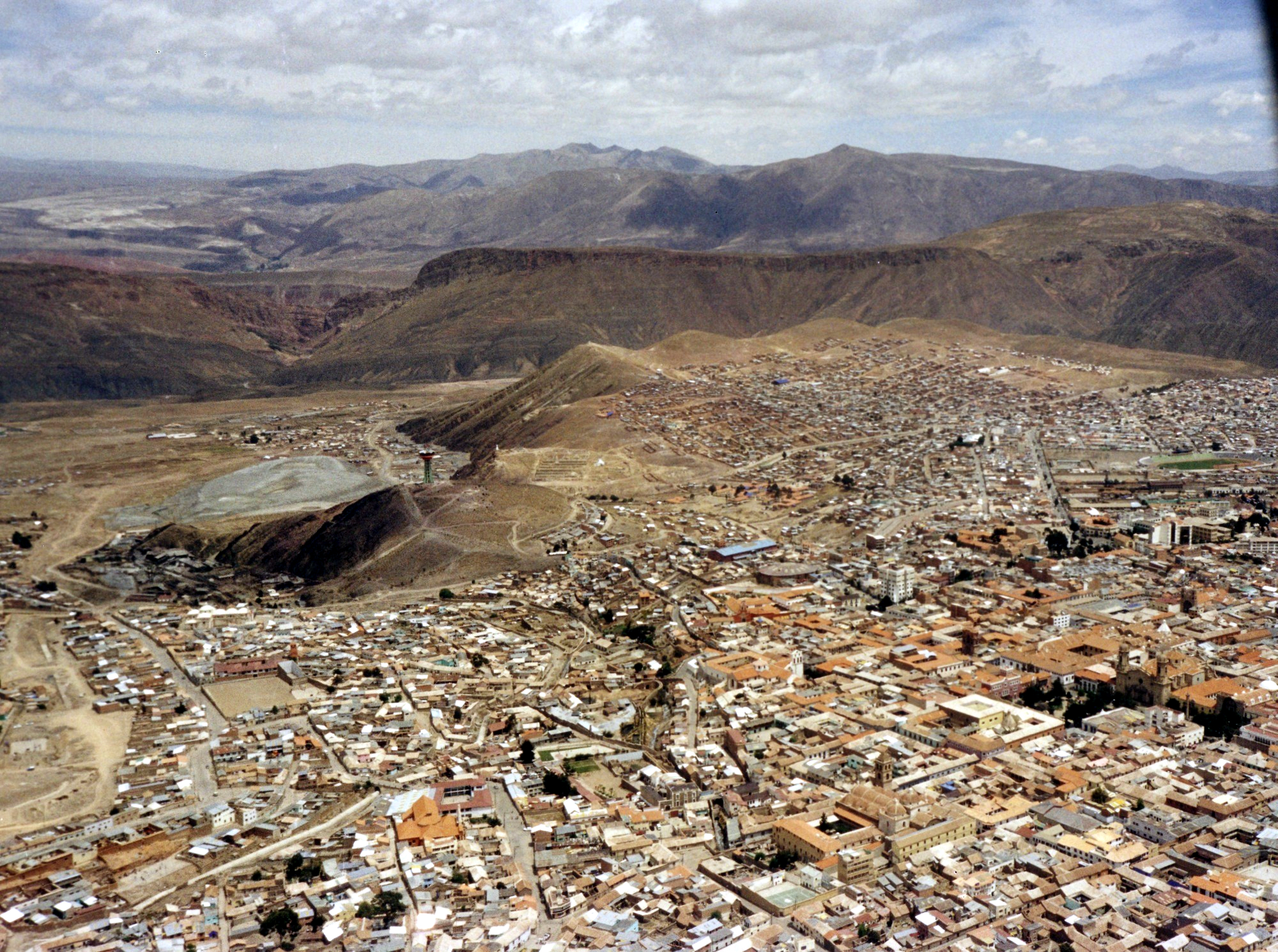
Potosí

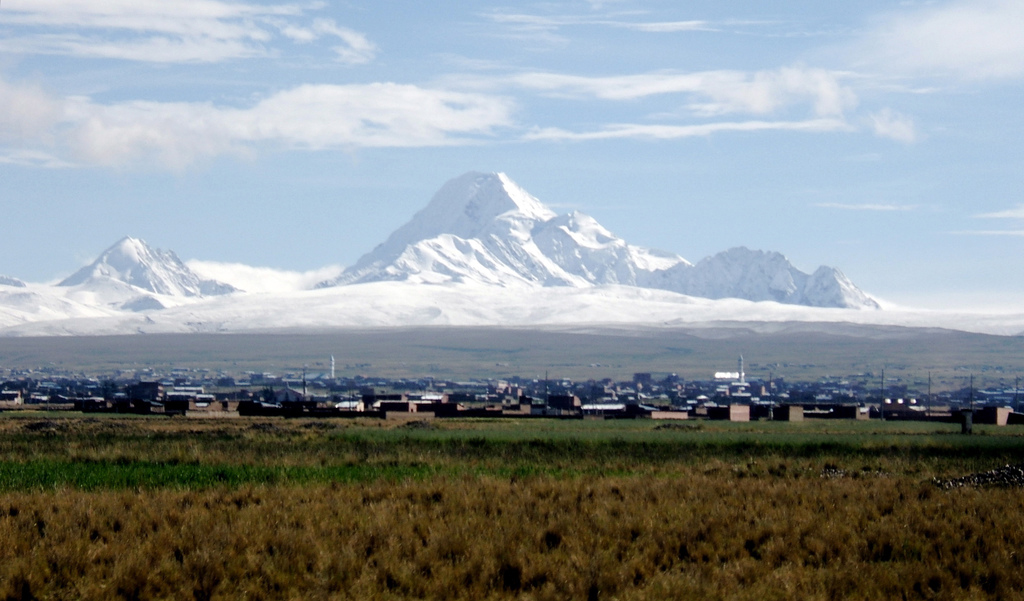
El Alto

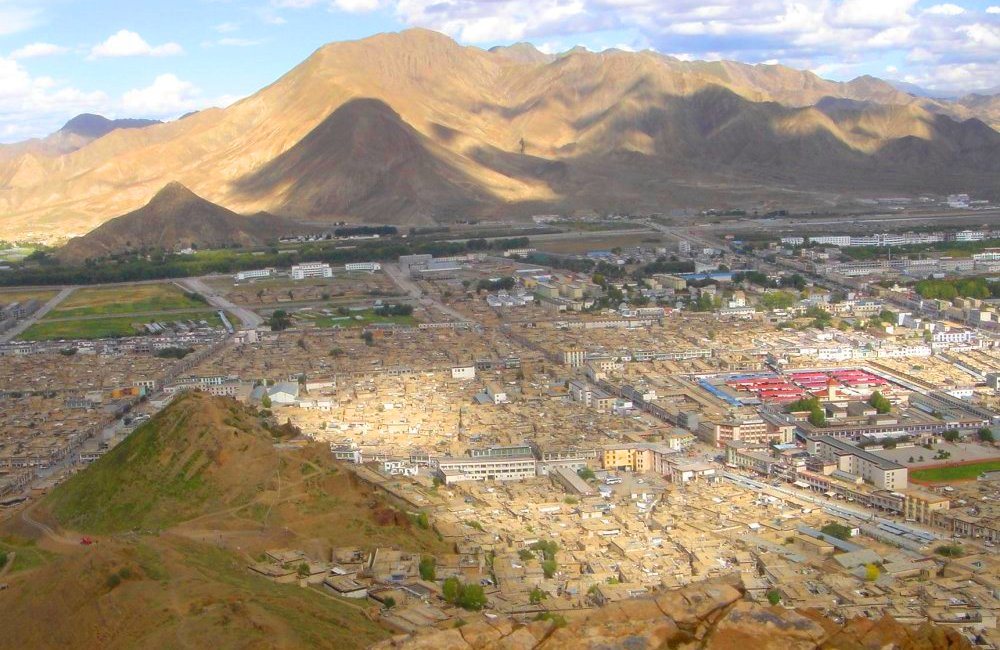
Shigatse

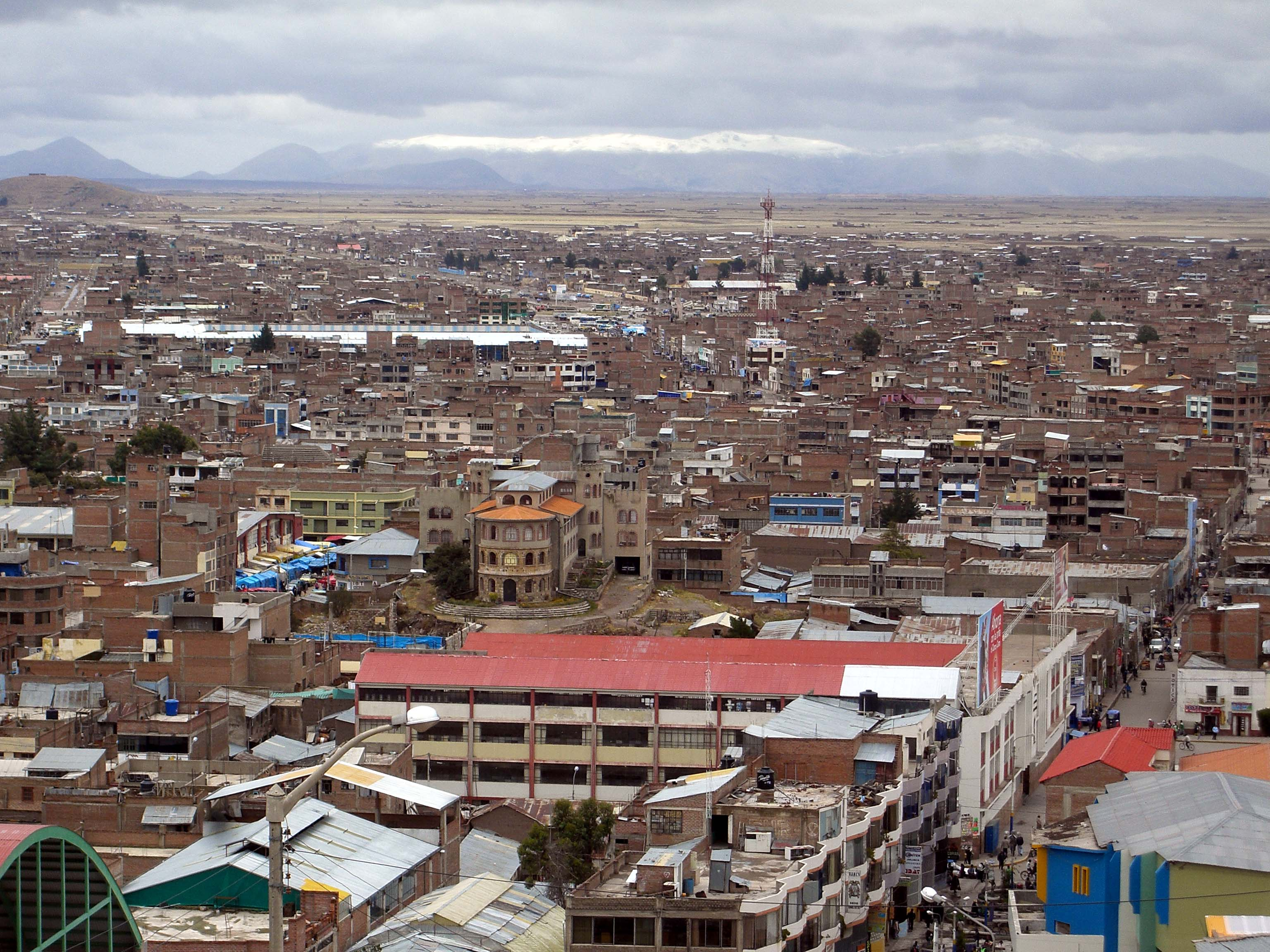
Juliaca

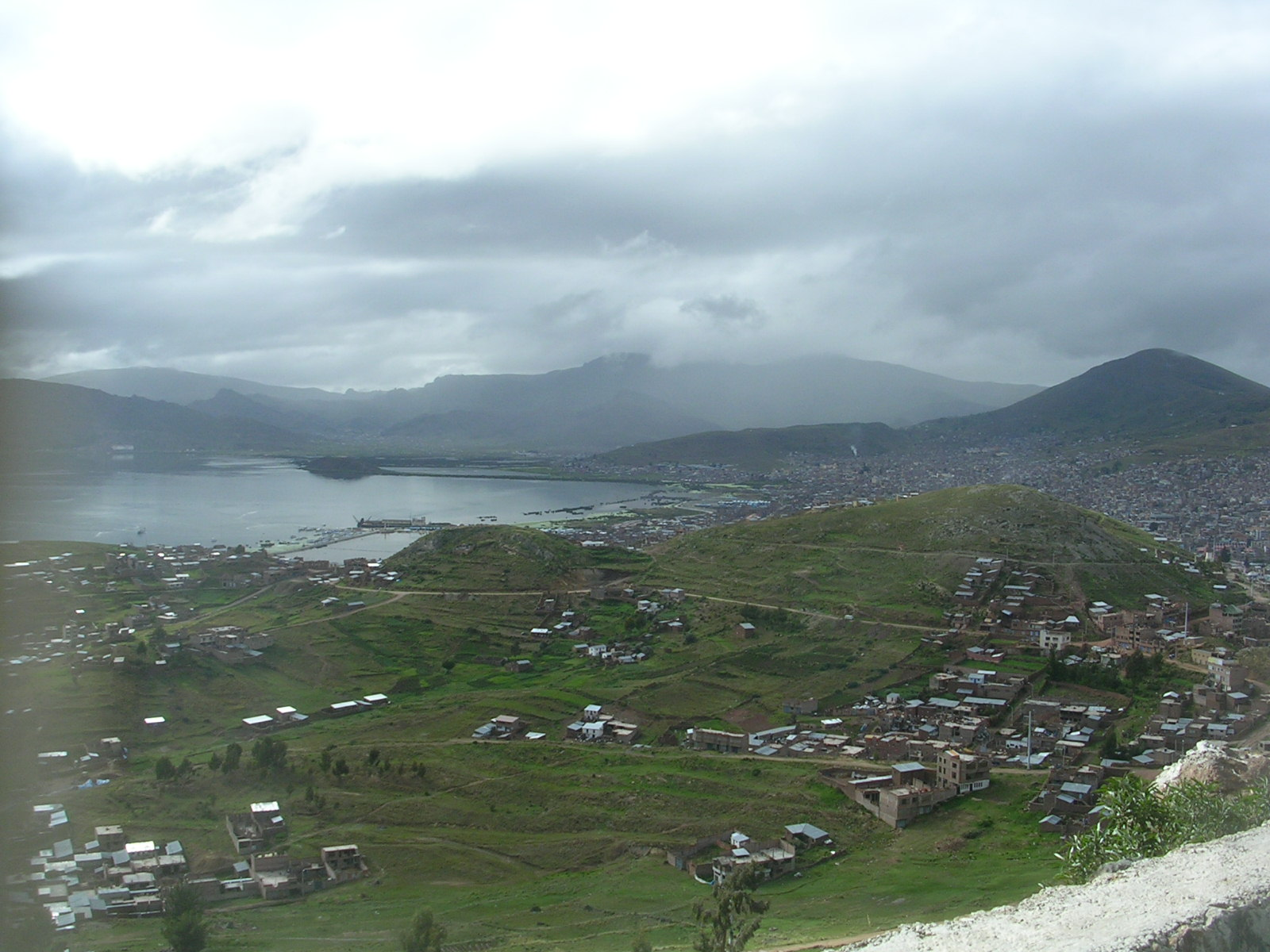
Puno

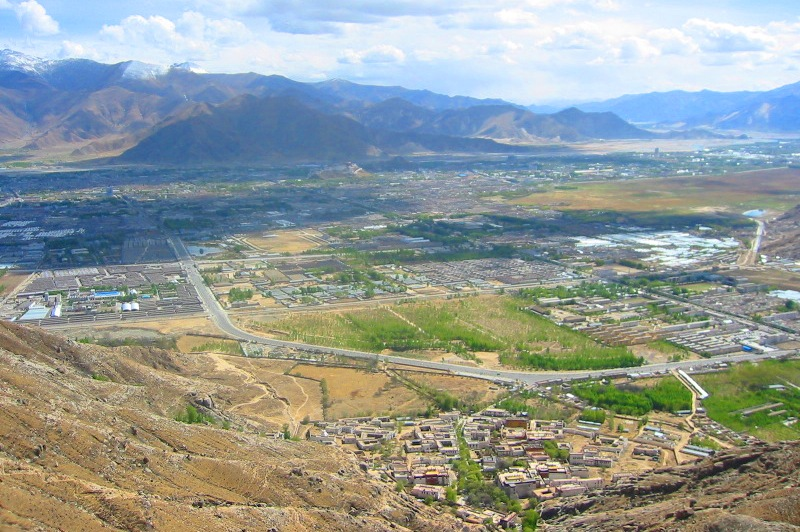
Lhasa

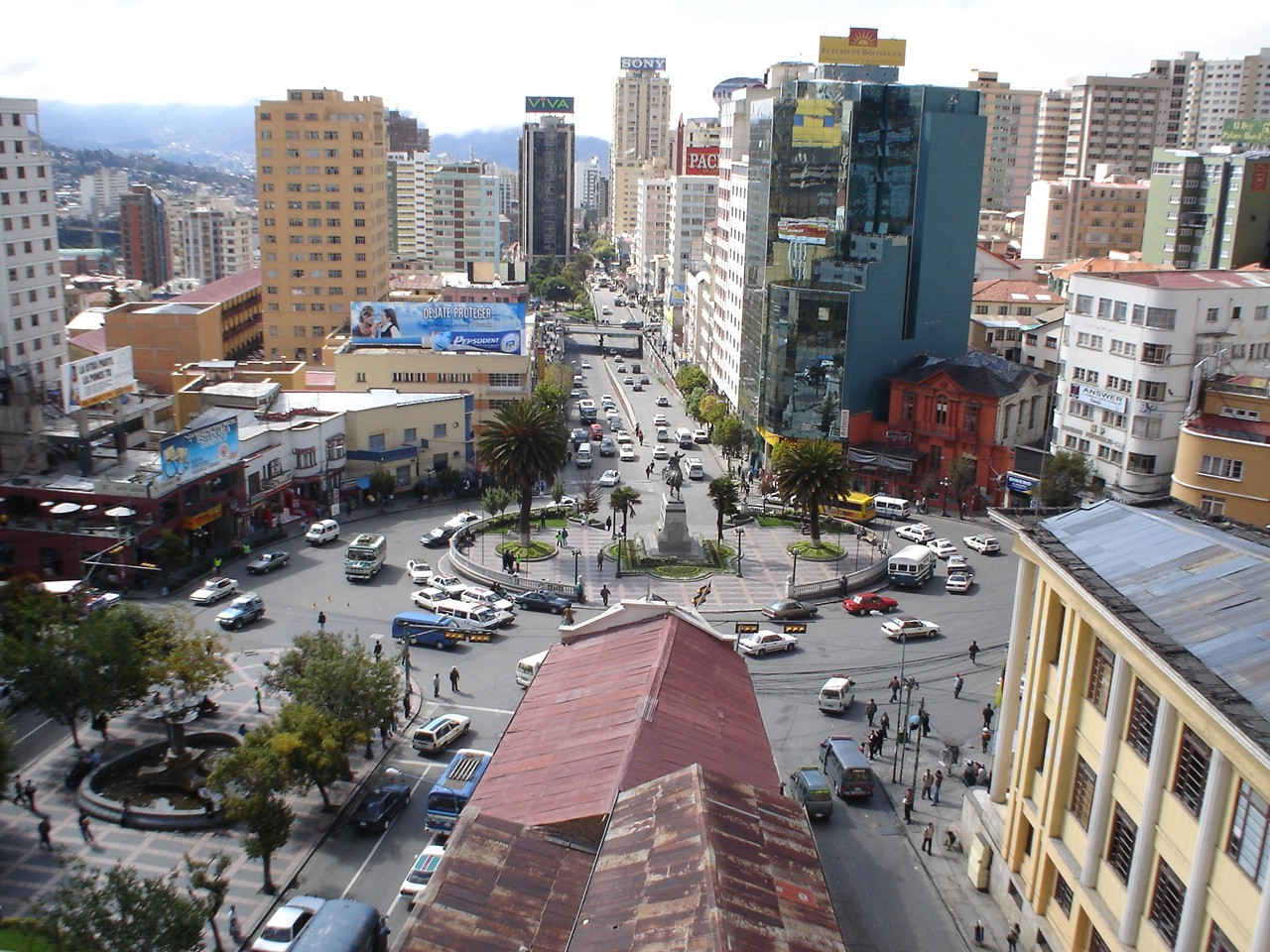
La Paz

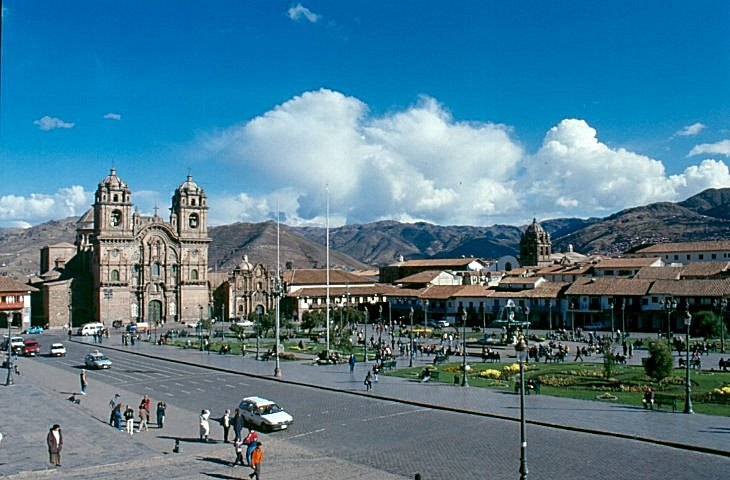
Cusco

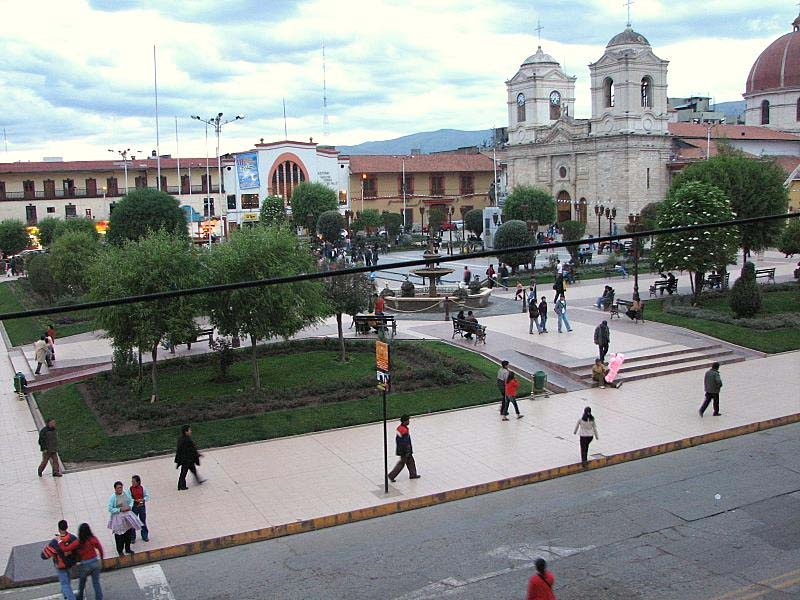
Huancayo

Esta é a lista de cidades de grande porte (população com mais de 100.000) localizadas a mais de 2000 metros acima do nível do mar. 
| Altitude média       | Cidade                           | País        | População          |
| -------------------- | -------------------------------- | ----------- | ------------------ |
| 14 363 pés (4 378 m) | Cerro de Pasco                   | Peru        | 58.899 (2017)      |
| 13 615 pés (4 150 m) | El Alto                          | Bolívia     | 1.184.392 (2010)   |
| 13 420 pés (4 090 m) | Potosí                           | Bolívia     | 300.000 (2024)est. |
| 12 585 pés (3 836 m) | Shigatse                         | China       | 100.000 (2011)     |
| 12 549 pés (3 825 m) | Juliaca                          | Peru        | 225.146 (2007)     |
| 12 531 pés (3 819 m) | Puno                             | Peru        | 120.229 (2007)     |
| 12 159 pés (3 706 m) | Oruro                            | Bolívia     | 250.700 (2011)     |
| 12 002 pés (3 658 m) | Lhasa                            | China       | 373.000 (2009)     |
| 11 942 pés (3 640 m) | La Paz                           | Bolívia     | 845.480 (2010)     |
| 11 151 pés (3 399 m) | Cusco                            | Peru        | 358.052 (2011)     |
| 10 013 pés (3 052 m) | Huancayo                         | Peru        | 350.000 (2007)     |
| 10 006 pés (3 050 m) | Huaraz                           | Peru        | 120.000 (2011)     |
| 9 508 pés (2 898 m)  | Ipiales                          | Colômbia    | 123.341 (2010)     |
| 9 252 pés (2 820 m)  | Tunja                            | Colômbia    | 171.082 (2010)     |
| 9 216 pés (2 809 m)  | Golmud                           | China       | 205.700 (2011)     |
| 9 202 pés (2 805 m)  | Quito                            | Equador     | 1'607.734 (2011)   |
| 9 186 pés (2 800 m)  | Bamiã                            | Afeganistão | 137.304 (2007)     |
| 9 153 pés (2 790 m)  | Sucre                            | Bolívia     | 300.000 (2007)     |
| 9 068 pés (2 764 m)  | Riobamba                         | Equador     | 161.788 (2010)     |
| 9 009 pés (2 746 m)  | Ayacucho                         | Peru        | 151.019 (2011)     |
| 8 923 pés (2 720 m)  | Cajamarca                        | Peru        | 283.767 (2011)     |
| 8 921 pés (2 719 m)  | Sacaba                           | Bolívia     | 127.700 (2006)     |
| 8 736 pés (2 663 m)  | Toluca                           | México      | 489.333 (2010)     |
| 8 700 pés (2 652 m)  | Zipaquirá                        | Colômbia    | 112.069 (2010)     |
| 8 596 pés (2 620 m)  | Bogotá                           | Colômbia    | 7'363.782 (2005)   |
| 8 563 pés (2 610 m)  | Metepec                          | México      | 206.005 (2005)     |
| 8 530 pés (2 600 m)  | Chía                             | Colômbia    | 111.998 (2010)     |
| 8 484 pés (2 586 m)  | Facatativá                       | Colômbia    | 119.849 (2005)     |
| 8 432 pés (2 570 m)  | Cochabamba                       | Bolívia     | 618.376 (2010)     |
| 8 428 pés (2 569 m)  | Sogamoso                         | Colômbia    | 115.564 (2010)     |
| 8 415 pés (2 565 m)  | Soacha                           | Colômbia    | 455.992(2010)      |
| 8 400 pés (2 560 m)  | Kangding                         | China       | 100.000 (2011)     |
| 8 366 pés (2 550 m)  | Cuenca                           | Equador     | 106.071 (2005)     |
| 8 300 pés (2 530 m)  | Duitama                          | Colômbia    | 110.418 (2010)     |
| 8 290 pés (2 527 m)  | San Juan de Pasto                | Colômbia    | 411.706 (2010)     |
| 8 203 pés (2 500 m)  | Adis Abeba                       | Etiópia     | 2'738.248 (2005)   |
| 8 203 pés (2 500 m)  | Ambato                           | Equador     | 179.000 (2005)     |
| 8 202 pés (2 500 m)  | Lerma                            | México      | 105.578 (2010)     |
| 8 189 pés (2 496 m)  | Zacatecas                        | México      | 138.176 (2010)     |
| 8 103 pés (2 470 m)  | Dese                             | Etiópia     | 169.104 (2005)     |
| 7 874 pés (2 400 m)  | Pachuca de Soto                  | México      | 267.862 (2010)     |
| 7 874 pés (2 400 m)  | Chimalhuacán                     | México      | 525.389 (2010)     |
| 7 874 pés (2 400 m)  | Atizapán de Zaragoza             | México      | 489.937 (2010)     |
| 7 710 pés (2 350 m)  | Sana                             | Iémen       | 2.431.649 (2005)   |
| 7 660 pés (2 335 m)  | Arequipa                         | Peru        | 836.859 (2005)     |
| 7 628 pés (2 325 m)  | Asmara                           | Eritreia    | 649.000 (2009)     |
| 7 415 pés (2 260 m)  | Chapultepec o Cuautitlán Izcalli | México      | 498.021 (2010)     |
| 7 381 pés (2 250 m)  | Ecatepec de Morelos              | México      | 1.656.107 (2010)   |
| 7 381 pés (2 250 m)  | La Paz (Estado do México)        | México      | 232.546 (2010)     |
| 7 381 pés (2 250 m)  | Cuautitlán (Estado do México)    | México      | 110.345 (2010)     |
| 7 372 pés (2 247 m)  | Texcoco                          | México      | 105.165 (2010)     |
| 7 349 pés (2 240 m)  | México D.F.                      | México      | 8.851.080 (2010)   |
| 7 342 pés (2 238 m)  | Tlalnepantla de Baz              | México      | 683.808 (2010)     |
| 7 283 pés (2 220 m)  | Ibarra                           | Equador     | 139.721 (2010)     |
| 7 282 pés (2 220 m)  | Nezahualcóyotl                   | México      | 1.109.363 (2010)   |
| 7 280 pés (2 219 m)  | Ghazni                           | Afeganistão | 157.277 (2007)     |
| 7 217 pés (2 200 m)  | Valle de Chalco Solidaridad      | México      | 332.279 (2010)     |
| 7 152 pés (2 180 m)  | Tulancingo de Bravo              | México      | 151.582 (2010)     |
| 7 053 pés (2 150 m)  | Manizales                        | Colômbia    | 388.525 (2010)     |
| 7 044 pés (2 147 m)  | Puebla de Zaragoza               | México      | 1.434.062 (2005)   |
| 6 971 pés (2 125 m)  | Rionegro                         | Colômbia    | 110.329 (2010)     |
| 6 955 pés (2 120 m)  | Tizayuca                         | México      | 100.562 (2005)     |
| 6 837 pés (2 084 m)  | Mek'ele                          | Etiópia     | 201.528 (2005)     |
| 6 758 pés (2 060 m)  | Loja                             | Equador     | 185.000 (2005)     |